# Tectaria seemannii
Tectaria seemannii är en ormbunkeart som först beskrevs av Fourn., och fick sitt nu gällande namn av Edwin Bingham Copeland. Tectaria seemannii ingår i släktet Tectaria och familjen Tectariaceae. Inga underarter finns listade.